# Вилья-Сара
Вилья-Сара (исп. Villa Sara) — город на востоке Уругвая, в департаменте Трейнта-и-Трес.

## География
Город расположен на 280 км трассы № 8, в месте её пересечения с трассой № 19. Абсолютная высота — 36 метров над уровнем моря.

## Население
Население по данным на 2011 год составляет 1199 человек.
| Год  | Население |
| ---- | --------- |
| 1963 | 152       |
| 1975 | 635       |
| 1985 | 635       |
| 1996 | 972       |
| 2004 | 1056      |
| 2011 | 1199      |

Источник: Instituto Nacional de Estadística de Uruguay